# Juan Carlos Arciniegas
Juan Carlos Arciniegas es un periodista y presentador colombiano nacido en la ciudad de Bogotá, Colombia. Actualmente presenta el programa ShowBiz y es corresponsal de Escenario, en CNN en Español.

## Carrera periodística
Estudió periodismo en la Pontificia Universidad Javeriana en Bogotá, Colombia. Trabajo como reportero de televisión y editor del noticiero colombiano QAP Noticias cubriendo eventos internacionales. Trabajó como asistente de edición en Reuters America, Inc., en Miami. En 1997 se incorporó a CNN en Español. Es presentador de Showbiz y corresponsal de Escenario en CNN en Español.